# William Webbe
William Webbe (ca. 1550 - 1591) was een Engels criticus en vertaler. Over zijn leven zijn weinig details bekend. Hij werd opgeleid aan de Universiteit van Cambridge, waar hij in 1572-1573 afstudeerde. Vervolgens werkte hij onder meer als tutor voor de twee zoons van Edward Sulyard in Essex.
In 1586 verscheen zijn hoofdwerk, A Discourse of English Poetry, Together with the Author's Judgement Touching the Reformation of Our English Verse. Hierin presenteert hij zijn ideeën over de ontwikkeling van de Engelse dichtkunst. Hij beklaagt zich over de rommelige toepassing door dichters van de prosodie en de vele verschillende rijmvormen die worden toegepast. Zijn voorkeur ging kennelijk uit naar klassieke vormen en het gebruik van blanke verzen.
Hij spreekt niettemin bewondering uit voor enkele moderne dichters, onder wie zijn tijdgenoot Edmund Spenser. Diens anoniem verschenen werk The Shepheardes Calender krijgt echter ook kritiek, omdat daarin volgens hem te veel verschillende versvormen worden toegepast. Ook geeft hij voorbeelden van hoe dit werk beter geschreven had kunnen worden, waarbij hij enige minder geslaagde eigen voorbeelden geeft.
Webbe vertaalde ook de eerste twee eclogen uit Vergilius' Bucolica, en deed dat in opvallend onmelodieuze hexameters.